# HMS Imperieuse (1883)
Den engelske panserkrydser Imperieuse var konstrueret med kraftig skelen til det franske slagskib Marceau. Der var valgt et tilsvarende arrangement med fire kraftige kanoner i hvert sit drejetårn. Skibet var meget kraftigt armeret i forhold til sin størrelse, og undervejs i konstruktionsprocessen løb der endnu mere ekstra vægt på, og det endte med at ligge så lavt i vandet, at sidepanseret lå under vandlinjen, hvilket gjorde det nærmest værdiløst. Imperieuse var det femte af seks skibe i Royal Navy, med dette navn. Den første var en fransk fregat, erobret i 1793, og englænderne lod den beholde navnet Imperieuse ("bydende nødvendigt"), sikkert fordi det lå tæt på det engelske "imperative", der har samme betydning.

## Tjeneste
Allerede på prøvetogtet stod det klart, at rigningen på Imperieuse var nærmest ubrugelig, fordi skibet var særdeles svært at manøvrere under sejl. De to master blev derfor taget ned og erstattet af en enkelt militærmast midtskibs. Imperieuse var flagskib for eskadren i Kina 1889-94 og derefter stationsskib i Stillehavet 1896-99. Blev depotskib i 1905 og fik navnet Sapphire II, men fik sit gamle navn tilbage i 1909. Solgt i 1913.